# Torreya taxifolia
Torreya taxifolia, la torreya de Florida, es una especie arbórea de la familia de las Cephalotaxaceae. Es una rara especie en peligro que se encuentra en los Estados Unidos del sudeste, en la región de la frontera del estado de Florida septentrional, y suroeste de Georgia. 
Es el tipo nomenclatural del género Torreya. La torreya de Florida se convirtió en una de las primeras especies vegetales en peligro en los Estados Unidos en 1984; la IUCN incluye la especie como críticamente en peligro. Una investigación que se llevó a cabo en el año 2000 estima la población de torreyas de Florida están entre 500 y 4.000 ejemplares.

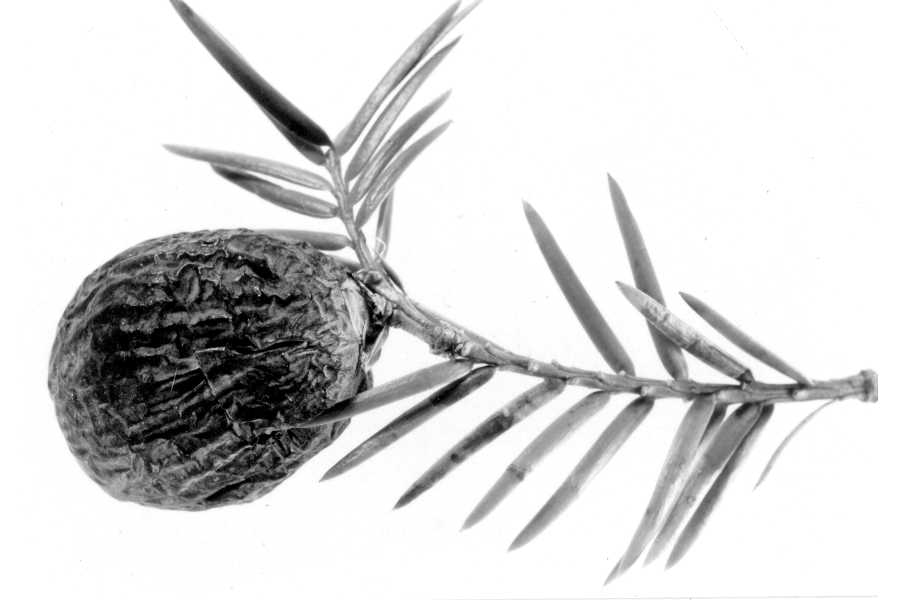
Cono de semillas.

## Descripción
La torreya de Florida es un árbol siempreverde que puede alcanzar alturas de hasta 15 a 20 metros. Los árboles tienen una forma en conjunto cónica, con ramas arracimadas y rígidamente apuntadas, hojas aciculares de 2-3,5 cm de largo y 3 mm de ancho. Los estróbilos masculinos (de polen) tienen 5-7 mm de largo, agrupados en líneas a lo largo de la parte inferior de un brote. Los conos femeninos (de semillas) están solas o en grupos de 2-5 juntos en un corto pedúnculo; pequeños al principio, maduran en alrededor de 18 meses hasta una estructura tipo drupa con una sola semilla tipo nuez de 2-3,5 cm de largo rodeada por una cubierta carnosa, de color verde oscuro a púrpura cuando está plenamente madura en el otoño. Las hojas y los conos tienen un olor resinoso intensamente acre cuando se aplasta.